# Andrés Lamas
Andrés Lamas (10 de novembro de 1817 em Montevidéu, Uruguai - 23 de setembro de 1891 em Buenos Aires, Argentina) foi um político, diplomata, historiador e colecionador uruguaio. Iniciou sua carreira como colaborador do El Universal e aos dezessete anos ingressou como auxiliar no Ministério de Relações Exteriores. Depois de certo tempo trabalhando em "El Sastre", em 1836, torna-se redator do El Nacional. Em agosto do mesmo ano se exilou no Brasil, por ter participado de uma campanha contra o governo, algo que posteriormente le custaria o cargo que possuía no Ministério de Relações Exteriores. Em 1837, ao regressar ao Uruguai, recomeça seus estudos de advocacia. Crítico de Juan Manuel de Rosas, fundou o jornal "Otro diario", que teve curta duração, assim como outro fundado por ele, "El Iniciador".

## Obras
- Impugnación a Alberdi (1837)
- Colección de memorias y documentos (1849)
- Apuntes históricos sobre las agresiones del dictador argentino D. Juan Manuel de Rosas contra la Independencia de la República Oriental del Uruguay (colección de artículos publicados en 1845 para el Nacional de Montevideo y recopilados en 1849)
- A politica do Brasil no Rio da Prata (1859)
- La Revolución de mayo de 1810(1872)
- Biblioteca del Río de la Plata o colección de obras, documentos y noticias (1873)
- Don Bernardino Rivadavia (1882)
- El escudo de armas de la ciudad de Montevideo (1903)
- El Génesis de la Revolución e Independencia de la América Española (1891)